# Ču Caj-žuej
Ču Caj-žuej (čínsky pchin-jinem Zhū Zǎiruì, znaky zjednodušené 朱载壡, tradiční 朱載壡; 20. října 1536 – 14. dubna 1549) byl čínský princ z dynastie Ming. Byl druhým synem císaře říše Ming Ťia-ťinga, jeho starší bratr zemřel už roku 1533 v kojeneckém věku, Ču Caj-žuej byl proto roku 1539 jmenován následníkem trůnu. Zemřel o deset let později.

## Život
Ču Caj-žuej se narodil roku 1536 jako druhý syn Ťia-ťinga, císaře čínské říše Ming. jeho matkou byla jedna císařových vedlejších manželek, příjmením Wang, která měla titul kuej-fej („urozená dáma“). Ťia-ťingův nejstarší syn zemřel dva měsíce po narození roku 1533, Ču Caj-žuej byl proto nejstarší žijící panovníkův syn.
Na jaře 1539 císař podnikl cestu z Pekingu do svého rodiště ve střední Číně, a před ní oficiálně jmenoval Ču Caj-žueje korunním princem (tchaj-c’). Současně Ču Caj-žueovi mladší bratři Ču Caj-chou a Ču Caj-sün obdrželi tituly knížat z Jü a z Ťing. K výchově následníka byli vybráni učenci Lu Šen (1477–1544), Cchuej Sien (1478–1571), Luo Chung-sien (1504–1564), Tchang Šun-č’ (1507–1560) a Chuang-fu Siao (1497–1546). Veřejné mínění je hodnotilo jako nejlepší možnou volbu z učenců jejich generace, s tím, že by je mohl překonat jen Sung Lien (1310–1381) z dob založení dynastie. Následník byl však nemocný a slabý a jeho výuka proto do roku 1546 nezačala.
Od roku 1545 chlapec zastupoval císaře při oficiálních obřadech v chrámu předků. Roku 1549 císař nařídil provést obřad „nasazení čapky“ (po kterém se chlapec stával dospělým), o šest let dříve než by bylo obvyklé. Při obřadu se Ču Caj-žuej nachladil a po dvou dnech zemřel.
Obdržel posmrtné jméno Čuang-ťing tchaj-c’ (čínsky pchin-jinem Zhuāngjìng tàizǐ, znaky zjednodušené 庄敬太子, tradiční 莊敬太子).